# L.A.M.B.

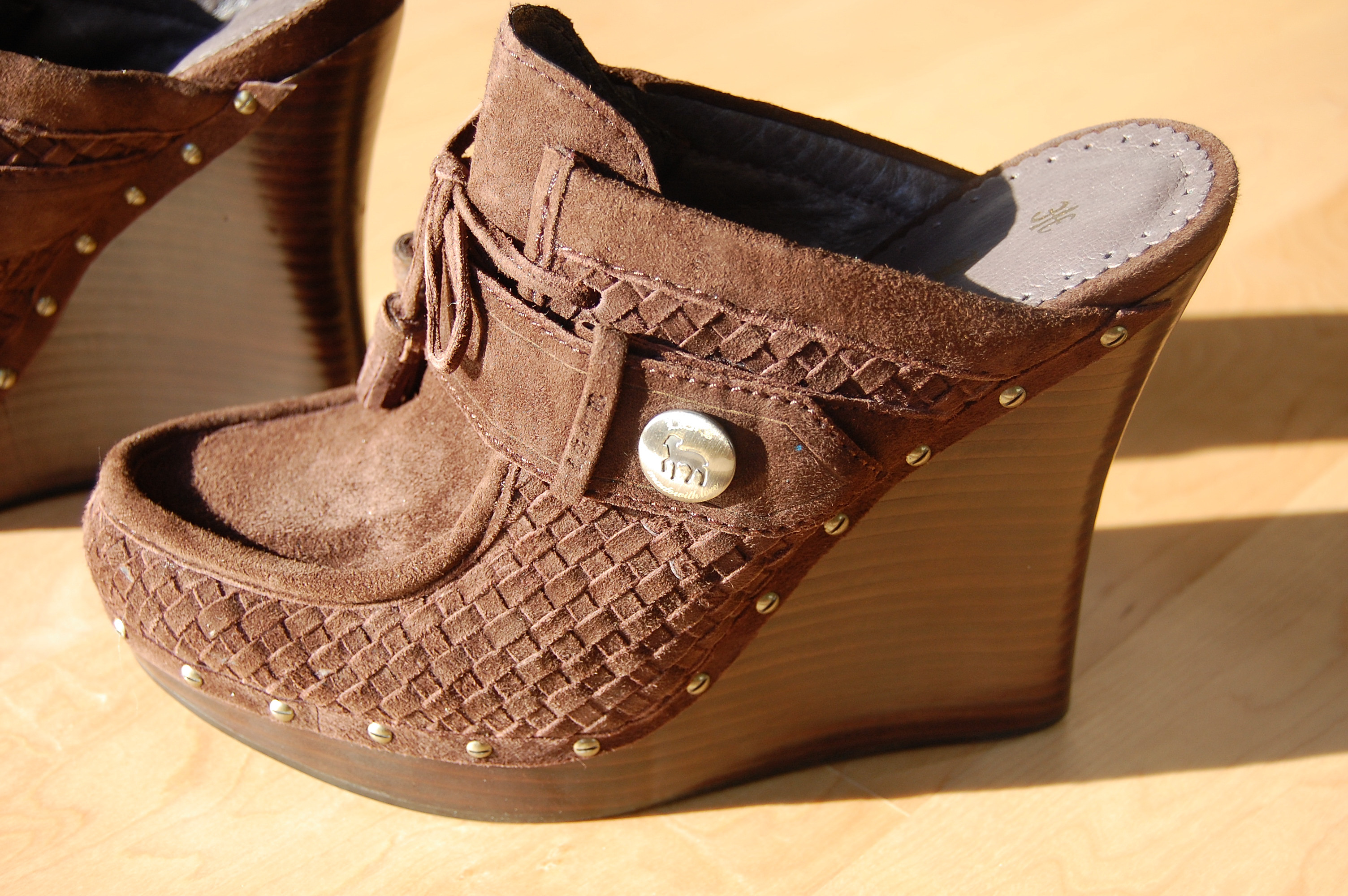
Mule com salto da L.A.M.B.

L.A.M.B. é uma grife da cantora norte-americana Gwen Stefani, cuja linha de produção se baseia em roupas e acessórios. Foi fundada em 2003 mas a primeira linha fashion foi lançada em 2004. O nome é um acrônimo do primeiro álbum solo da cantora, Love. Angel. Music. Baby.. Há influência guatemalteca, japonesa, indiana e jamaicana.